# Chimarrogale styani
Chimarrogale styani là một loài động vật có vú trong họ Chuột chù, bộ Soricomorpha. Loài này được De Winton mô tả năm 1899.